# Permokarbon
Permokarbon je neoficiální označení mladších prvohor. Prvohorní éra se dělí na tyto periody: kambrium, ordovik, silur, devon, karbon a perm. Poslední dvě periody, trvající přes 100 milionů let (před 359 - 251 milionů let) byla ve znamení existence obřích členovců, tvorby dnešních zásob uhlí a vzniku a nástupu plazů ve světových ekosystémech.